# Persecución de ahmadíes
La secta ahmadía del Islam ha sido sometida a varias formas de persecución religiosa y discriminación por parte del resto de los musulmanes desde el nacimiento del movimiento en 1889. El movimiento islámico ahmadía emergió de la tradición sunita del Islam y sus adherentes creen en los cinco pilares de la fe requeridos para los musulmanes. No obstante, son considerados como no-musulmanes por muchas ramas principales del Islam, puesto que creen que Mirza Ghulam Ahmad, el fundador del movimiento, es el Mahdi prometido, el Mesías aguardado por los musulmanes.

## Pakistán

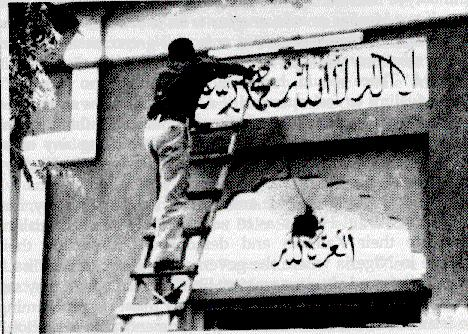
La Shahada, el credo básico del Islam y de los musulmanes ahmadíes, siendo borrado de un edificio de la comunidad por la policía de Pakistán

Aproximadamente de 2 a 5 millones de ahmadíes viven en Pakistán, que tiene la mayor población ahmadí del mundo. Es el único estado que ha declarado a los ahmadíes no-musulmanes, por no considerar a Mahoma como último profeta. Su libertad de culto ha sido restringida por una serie de decretos, leyes y enmiendas constitucionales. En 1974, el parlamento de Pakistán adoptó una ley que declara a los ahmadíes "no-musulmanes". La constitución del país fue enmendada para definir a un musulmán como "persona que cree en la finalidad del profeta Mahoma". En 1984 el General Zia-ul-Haq, por entonces presidente militar de facto de Pakistán, publicó el Decreto XX. Dicha norma destinada a prevenir supuestas "actividades antiislámicas", prohibía a los ahmadíes llamarse musulmanes o "hacerse pasar por musulmanes". Esto implicaba la prohibición de profesar el credo islámico en público, o denominar a sus lugares de reunión mezquitas. A pesar de ser derogatorios, los términos 'qadiani', 'qadianismo', 'mirzaí' y  'mirzaián' son ampliamente utilizados en Pakistán para referirse a los ahmadíes. Qadiani es también el término utilizado por el gobierno en su constitución.

A raíz de estas medidas y sus implicancias en la sociedad, continuamente se están reportados incidentes de persecución y crímenes de odio contra los ahmadíes en diversas regiones del país. Los ahmadíes han sido blanco de numerosos ataques por parte de agrupaciones religiosas. En toda institución de educación religiosa o madrasa de Pakistán pueden hallarse materiales destinados específicamente a refutar las creencias ahmadíes.
Un ejemplo prominente de persecución por esta causa es Abdus Salam, el único pakistaní ganador de un Premio Nobel (por Física). Debido a su pertenencia a la comunidad ahmadia, ha sido ignorado y excomunicado, no existen monumentos a su nombre ni hay universidades nombradas en su honor, y la palabra "musulmán" ha sido borrada de la inscripción en la lápida de su tumba.